# Temporada 2023 del Campeonato de Galicia de Rally
La temporada 2023 es la edición 45.ª del Campeonato de Galicia de Rally. Comenzó el 31 de marzo en el Rally de La Coruña y terminará el 19 de noviembre en el Rally Ribeira Ría de Arousa.
Esta temporada se produce el cambio en la presidencia de la Federación Gallega de Automovilismo. Iván Corral inhabilitado perdió además las elecciones en favor de Antonio Troitiño, nuevo presidente de la entidad desde el mes de enero.

## Calendario
En el borrador del calendario presentado el 20 de febrero de 2023 la temporada constaba de once pruebas pero finalmente se redujo a diez.
| N.º | Fecha                    | Rally                             | Resultados |
| --- | ------------------------ | --------------------------------- | ---------- |
| 1   | 31 de marzo - 2 de abril | 27.º Rallye de La Coruña          | Resultados |
| 2   | 14-16 de abril           | 37.º Rally de Noia                | Resultados |
| 3   | 12-14 de mayo            | 5.º Rallye Mariña Lucense         | Resultados |
| 4   | 2-4 de junio             | 5.º Rally de Pontevedra           | Resultados |
| 5   | 7-9 de julio             | 19.º Rallye Sur do Condado        | Resultados |
| 6   | 28-30 de julio           | 37.º Rally Pazo Tizón             | Resultados |
| 7   | 18-20 de agosto          | 54.º Rally de Ferrol              | Resultados |
| 8   | 15-17 de septiembre      | 11.º Rallye Ourense Ribeira Sacra | Resultados |
| 9   | 20-22 de octubre         | 45.º Rallye San Froilán           | Resultados |
| 10  | 17-18 de noviembre       | 3.º Rallye Ribeira-Ría de Arousa  | Resultados |

## Equipos
| Equipo                    | Automóvil                | Piloto                    | Copiloto                 | Rondas |
| ------------------------- | ------------------------ | ------------------------- | ------------------------ | ------ |
| Yacar Racing              | Citroën C3 WRC           | Víctor Senra              | David Vázquez            | 1-5    |
| Yacar Racing              | Škoda Fabia N5           | José Manuel Lamela Lojo   | Daniel Pérez Torres      | 1-2    |
| Yacar Racing              | Škoda Fabia N5           | José Manuel Lamela Lojo   | Néstor Casal Vilar       | 3-5    |
| Escudería Surco           | Škoda Fabia Rally2       | Alberto Meira             | Avelino Martínez         | 1-5    |
| Escudería Surco           | Citroën C2 GT            | Marcos Rodríguez Sanroman | Unai Conde García        | 1-5    |
| Escudería Miño-Lugo       | Volkswagen Polo GTI R5   | Francisco Dorado          | Andrea Lamas             | 1-2    |
| Escudería La Coruña       | Ford Fiesta R5           | Iago Caamaño              | Alberto Rodríguez        | 1      |
| One Seven                 | Hyundai i20 R5           | Luis Vilariño García      | Enrique Velasco          | 1-4    |
| Racing Stage Services     | Suzuki Swift Sport N5 R+ | Jorge Pérez Oliveira      | Miriam Vera Alberruche   | 1-4    |
| Lalín Deza                | Hyundai i20 R5           | Jorge Pérez Oliveira      | Miriam Vera Alberruche   | 5      |
| Lalín Deza                | Citroën DS3 R5           | Antonio Pérez Orozco      | David Míguez Castro      | 1      |
| Lalín Deza                | Citroën DS3 R5           | Antonio Pérez Orozco      | Manuel Rego González     | 4      |
| Lalín Deza                | Peugeot 208 T16          | Javier Ramos Troitiño     | Alejandro Moure Silva    | 2-3    |
| Lalín Deza                | Peugeot 208 T16          | Javier Ramos Troitiño     | José Antonio Pintor      | 4      |
| Lalín Deza                | Volkswagen Polo GTI R5   | Javier Ramos Troitiño     | José Antonio Pintor      | 5      |
| Senra-Sport               | Peugeot 306 Maxi         | Manuel Senra              | Faustino Suárez          | 1-2    |
| Escudería AR Vidal Racing | Peugeot 106 S16          | Álvaro Pérez Abeijón      | Mónica Álvarez           | 1      |
| Escudería AR Vidal Racing | Peugeot 106 S16          | Álvaro Pérez Abeijón      | Brais Mirón              | 2      |
| Desguaces Tino Racing     | Ford Fiesta N5           | Celestino Iglesias Cores  | Jorge Iglesias           | 1-5    |
| Desguaces Tino Racing     | Ford Fiesta N5           | Celestino Iglesias Duarte | Bárbara Gómez            | 1-5    |
| Buxa Motor Poio           | Nissan Micra N5          | Alexis Vieitez Losada     | Cristian Álvarez López   | 1-5    |
| Escudería Cuntis V.T.     | Nissan Micra N5          | Marcos Maceiras Guimarey  | Sergio Iglesias Reboredo | 1-5    |

## Clasificación final

### Campeonato de pilotos
- Nota: Solo se muestran los veinte primeros clasificados.

| Pos. | Piloto                    | 1 RDC | 2 NOI | 3 MLU | 4 PON | 5 SDC | 6 PTI | 7 FER | 8 ORS | 9 FRO | 10 RRA | Ptos. |
| ---- | ------------------------- | ----- | ----- | ----- | ----- | ----- | ----- | ----- | ----- | ----- | ------ | ----- |
| 1.   | Víctor Senra              | 1     | 1     | 1     | 1     | 1     |       |       |       |       |        | 205   |
| 2.   | Alberto Meira             | 2     | 2     | 2     | 2     | 2     |       |       |       |       |        | 175   |
| 3.   | José Manuel Lamela Lojo   | 7     | 4     | 4     | 3     | Ret   |       |       |       |       |        | 101   |
| 4.   | Javier Ramos Troitiño     |       | 7     | 5     | 6     | 4     |       |       |       |       |        | 85    |
| 5.   | Jorge Pérez Oliveira      | Ret   | 5     | Ret   | 4     | 3     |       |       |       |       |        | 81    |
| 6.   | Alexis Vieitez Losada     | 8     | 6     | Ret   | 5     | 5     |       |       |       |       |        | 78    |
| 7.   | Francisco Dorado Vizcaíno | 4     | 3     |       |       |       |       |       |       |       |        | 58    |
| 8.   | Celestino Iglesias Cores  | 10    | Ret   | 7     | 8     | 8     |       |       |       |       |        | 56    |
| 9.   | Marcos Rodríguez Sanroman | 21    | 15    | 8     | 14    | 7     |       |       |       |       |        | 56    |
| 10.  | Luis Vilariño             | 6     | 27    | 3     | Ret   |       |       |       |       |       |        | 51    |
| 11.  | Rubén López López         | 26    | 19    | 10    | Ret   | 9     |       |       |       |       |        | 36    |
| 12.  | Marcos Maceiras Guimarey  | 12    | 9     | Ret   | Ret   | 6     |       |       |       |       |        | 36    |
| 13.  | Iago Caamaño              | 3     |       |       |       |       |       |       |       |       |        | 31    |
| 14.  | Manuel J. Souto Paderne   | 18    | 12    | Ret   | 23    | 11    |       |       |       |       |        | 29    |
| 15.  | Celestino Iglesias Duarte | 9     | 8     |       | EXC   | 31    |       |       |       |       |        | 25    |
| 16.  | Álvaro Pérez Abeijón      | 14    | Ret   | 9     | Ret   |       |       |       |       |       |        | 24    |
| 17.  | Juan M. Freiria Vila      |       | 40    |       | 28    | 21    |       |       |       |       |        | 24    |
| 18.  | Roberto Blach             | 5     |       |       |       |       |       |       |       |       |        | 23    |
| 19.  | Daniel Álvarez Rivas      |       | 13    |       | 11    | Ret   |       |       |       |       |        | 21    |
| 20.  | Daniel Berdomás           |       |       |       | 7     |       |       |       |       |       |        | 21    |
| 21.  | Manuel Senra              | 20    | 10    |       |       |       |       |       |       |       |        | 19    |
| 22.  | Alberto Nimo              |       |       | 6     |       |       |       |       |       |       |        | 19    |